# 岩屋城围城战
岩屋城围城战是日本戰國時代後期发生在岩屋城（現位於福岡縣太宰府市浦城）的一場围城战。以島津忠長、伊集院忠棟指揮的島津西路軍約20000人和龍造寺、秋月、原田、宗像、星野、問註所、長野、城井、千手、松浦、有馬、相良等筑前、筑後、豐前、肥前、肥後國人眾共約50000人在筑前（現在的福岡縣）會合後，向大友家岩屋城城主高橋紹運及763名守軍進行共14天的攻城戰。結果雖然島津軍佔領岩屋城，高橋紹運一眾守將全部戰死，但卻令島津軍統一九州的美夢幻滅。

## 起因
1584年，6000島津、有馬聯軍在沖田畷之戰打敗18,000（一說60,000）龍造寺軍，令龍造寺家家督：龍造寺隆信及眾主力家臣戰死。從而令島津家在九州地區再沒有敵人能夠與他對峙。
1586年，島津家為完成統一九州的美夢，兵分東西兩路，向大友家領地筑前及豐前（現在福岡縣部分）進軍，首先佔領博多港，然後小倉這2處地方，但是佔領博多港前是一定要首先佔領能全完控制博多港的立花山城（福岡縣福岡市東部），而立花山城前亦有2座衛星城：岩屋城及寶滿山城（福岡縣大宰府東北部、福岡市東南部）。
同時，因為島津家向大友家領進軍，大友家家督大友宗麟在豐臣秀吉當上關白後向他求救。豐臣秀吉於是命令島津家立即停止攻擊大友家，但只差一步便統一九州的島津家當然不願意，所以令豐臣秀吉有藉口進攻九州島津家。
而龍造寺家則在重臣鍋島直茂的提議下以割讓肥後北部為條件，向島津家稱臣，然後向剛升任關白不久的豐臣秀吉求救，才得以保存龍造寺家至豐臣軍到達九州.
島津家得知豐臣秀吉會派遣軍隊前往九州，支援大友家及龍造寺家後，於是島津家加快對九州的統一。

## 過程
島津東軍及島津西軍會合後，在1586年7月12日首先向岩屋城的高橋紹運勸誘投降，但拒絕。島津軍於是在7月14日向岩屋城發動攻擊。
然島津軍以50000大軍強攻岩屋城，但因為島津軍千里迢迢來到岩屋城，戰意已不及初期，加上高橋紹運為保護守城的2名兒子，他要爭取時間等候豐臣軍到達九州及岩屋城全體守軍士氣高昂，反而令島津軍傷亡慘重，連連戰敗。
島津軍雖然在攻城期間，因傷亡慘重而曾派出使者要求講和，但高橋紹運知道講和只是暫時性，早晚會再開戰而拒絕，令島津軍被迫要吞下這根難咬的骨頭。
同年7月27日，島津忠長親自指揮島津軍，向岩屋城進行最後的猛攻;同日攻陷岩屋城的三丸及次丸。守軍在節節敗退下，高橋紹運與餘下的約50名守軍在同一天（7月27日）被佔領的岩屋城本丸（岩屋城是沒有天守，所以它的本身防禦度是較弱）的櫓上集體切腹自殺。岩屋城之戰告一段落。

## 戰果
經點算後，岩屋城守將高橋紹運及全部763名守軍戰死。而島津軍則以死約3000多人，傷1500多人及14天時間的代價來換取岩屋城。島津軍赢得面子，但已輸了時間。

## 結果
因為高橋紹運眾守軍的死守，不單令大友家餘下的筑前據點得以保存，而且還打亂島津家的統一九州計劃：雖然岩屋城被攻陷後不久便輕易地佔領寶滿山城，但因軍糧不足而不能攻下立花山城。同時另一方面，豐臣軍的前鋒：毛利軍及黑田孝高（官兵衞）軍在同年8月16日從豐後小倉登陸，令還在立花山城苦戰及缺糧的島津家被迫撤退，從而令島津家在往後被迫要在九州迎擊豐臣軍。

## 註解
高橋紹運的2名兒子是:寶滿山城守將，即高橋紹運的次子高橋統增（後期的立花直次）,而立花山城城主(守將)是高橋紹運的長子，已過繼給立花家的立花宗茂及立花誾千代夫婦.